# Gold Cup 2000
Navigation
États-Unis 1998 États-Unis 2002
La Gold Cup 2000 est un tournoi de football qui s'est tenu aux États-Unis du 12 au 27 février 2000.

## Tour préliminaire
Les participants au tour préliminaire, le Canada, le Salvador (4e de la Coupe d'Amérique centrale 1999), Haïti (3e de la Coupe de la Caraïbe 1998) et Cuba (finaliste de la Coupe caribéenne des nations 1999), se rencontrent au sein d'une poule de barrage organisée en décembre 1999. Les deux premiers sont qualifiés pour la Gold Cup.
| Rang | Équipe   | Pts | J | G | N | P | Bp | Bc | Diff |  | Résultats |  |     |     |     |
| ---- | -------- | --- | - | - | - | - | -- | -- | ---- |  | --------- |  | --- | --- | --- |
| 1    | Canada   | 7   | 3 | 2 | 1 | 0 | 4  | 2  | +2   |  | Canada    |  | 2-1 | 0-0 | 2-1 |
| 2    | Haïti    | 4   | 3 | 1 | 1 | 1 | 3  | 3  | 0    |  | Haïti     |  |     | 1-0 | 1-1 |
| 3    | Cuba     | 4   | 3 | 1 | 1 | 1 | 3  | 2  | +1   |  | Cuba      |  |     |     | 3-1 |
| 4    | Salvador | 1   | 3 | 0 | 1 | 2 | 3  | 6  | -3   |  | Salvador  |  |     |     |     |

- C'est la rencontre qui les a opposés et non la différence de buts qui a servi de critère pour départager les deux équipes à égalité de points, Haïti et Cuba.

## Équipes participantes
Amérique du Nord :
- États-Unis (qualifié d'office, pays organisateur)
- Mexique (qualifié d'office)
- Canada  (vainqueur de la poule de barrage)

Amérique centrale, qualification par le biais de la Coupe d'Amérique centrale 1999 :
- Costa Rica - vainqueur
- Guatemala - deuxième
- Honduras - troisième

Caraïbes, qualification par le biais des Coupe de la Caraïbe 1998 et 1999 :
- Jamaïque - vainqueur en 1998
- Trinité-et-Tobago - vainqueur en 1999
- Haïti (deuxième de la poule de barrage)

Invités :
- Colombie
- Pérou
- Corée du Sud

## Les stades
La Gold Cup 2000 se joue dans 3 stades :
| Los Angeles       | Miami             | San Diego         |
| ----------------- | ----------------- | ----------------- |
| Memorial Coliseum | Orange Bowl       | Qualcomm Stadium  |
| Capacité : 93 607 | Capacité : 72 319 | Capacité : 70 561 |
|                   |                   |                   |

## Les arbitres
Voici la liste des arbitres qui ont officié lors de la compétition. Comme en 1998, des arbitres d'autres confédérations sont invités à diriger des rencontres :
- Carlos Batres
- Brian Hall
- Olger Mejías Ovares
- Gustavo Mendez (CONMEBOL)
- Peter Prendergast
- Ramesh Ramdhan
- Felipe Ramos
- Rafael Rodriguez Medina
- Argelio Sabillón
- Mario Sánchez Yantén (CONMEBOL)
- Kim Young-Joo (AFC)

## Premier tour

### Groupe A
|   | Équipe   | Pts | J | G | N | P | BP | BC | Diff |
| - | -------- | --- | - | - | - | - | -- | -- | ---- |
| 1 | Honduras | 6   | 2 | 2 | 0 | 0 | 4  | 0  | +4   |
| 2 | Colombie | 3   | 2 | 1 | 0 | 1 | 1  | 2  | -1   |
| 3 | Jamaïque | 0   | 2 | 0 | 0 | 2 | 0  | 3  | -3   |

| 12 février | Colombie | 1 | 0 | Jamaïque |
| 14 février | Honduras | 2 | 0 | Jamaïque |
| 16 février | Honduras | 2 | 0 | Colombie |

| 12 février 2000 | Colombie     | 1 - 0 | Jamaïque | Orange Bowl, Miami                            |                                               |
| 21:00           | Martínez 15e |       |          | Spectateurs : 49 591 Arbitrage : Felipe Ramos | Spectateurs : 49 591 Arbitrage : Felipe Ramos |

| 14 février 2000 | Honduras                         | 2 - 0 | Jamaïque | Orange Bowl, Miami                                    |                                                       |
| 19:00           | Pavón 51e (pen.) · Caballero 84e |       |          | Spectateurs : 23 795 Arbitrage : Mario Sánchez Yantén | Spectateurs : 23 795 Arbitrage : Mario Sánchez Yantén |

| 16 février 2000 | Honduras              | 2 - 0 | Colombie | Orange Bowl, Miami                              |                                                 |
| 19:00           | Pavón 71e · Núñez 78e |       |          | Spectateurs : 36 004 Arbitrage : Ramesh Ramdhan | Spectateurs : 36 004 Arbitrage : Ramesh Ramdhan |

### Groupe B
|   | Équipe     | Pts | J | G | N | P | BP | BC | Diff |
| - | ---------- | --- | - | - | - | - | -- | -- | ---- |
| 1 | États-Unis | 6   | 2 | 2 | 0 | 0 | 4  | 0  | +4   |
| 2 | Pérou      | 1   | 2 | 0 | 1 | 1 | 1  | 2  | -1   |
| 3 | Haïti      | 1   | 2 | 0 | 1 | 1 | 1  | 4  | -3   |

| 12 février | États-Unis | 3 | 0 | Haïti |
| 14 février | Pérou      | 1 | 1 | Haïti |
| 16 février | États-Unis | 1 | 0 | Pérou |

| 12 février 2000 | États-Unis                                    | 3 - 0 | Haïti | Orange Bowl, Miami                                   |                                                      |
| 19:00           | Kirovski 18e · Wynalda 55e (pen.) · Jones 90e |       |       | Spectateurs : 49 591 Arbitrage : Olger Mejías Ovares | Spectateurs : 49 591 Arbitrage : Olger Mejías Ovares |

| 14 février 2000 | Haïti     | 1 - 1 | Pérou      | Orange Bowl, Miami                             |                                                |
| 21:00           | Vorbe 61e |       | Zúñiga 69e | Spectateurs : 23 795 Arbitrage : Carlos Batres | Spectateurs : 23 795 Arbitrage : Carlos Batres |

| 16 février 2000 | États-Unis | 1 - 0 | Pérou | Orange Bowl, Miami                            |                                               |
| 21:00           | Jones 59e  |       |       | Spectateurs : 36 004 Arbitrage : Felipe Ramos | Spectateurs : 36 004 Arbitrage : Felipe Ramos |

### Groupe C
|   | Équipe            | Pts | J | G | N | P | BP | BC | Diff |
| - | ----------------- | --- | - | - | - | - | -- | -- | ---- |
| 1 | Mexique           | 4   | 2 | 1 | 1 | 0 | 5  | 1  | +4   |
| 2 | Trinité-et-Tobago | 3   | 2 | 1 | 0 | 1 | 4  | 6  | -2   |
| 3 | Guatemala         | 1   | 2 | 0 | 1 | 1 | 3  | 5  | -2   |

| 13 février | Mexique           | 4 | 0 | Trinité-et-Tobago |
| 15 février | Trinité-et-Tobago | 4 | 2 | Guatemala         |
| 17 février | Mexique           | 1 | 1 | Guatemala         |

| 13 février 2000 | Mexique                                                      | 4 - 0 | Trinité-et-Tobago | Qualcomm Stadium, San Diego                              |                                                          |
| 14:00           | Márquez 36e · Hernández 52e · David 75e (csc) · Palencia 85e |       |                   | Spectateurs : 22 131 Arbitrage : Rafael Rodriguez Medina | Spectateurs : 22 131 Arbitrage : Rafael Rodriguez Medina |

| 15 février 2000 | Trinité-et-Tobago                                 | 4 - 2 | Guatemala               | Coliseum, Los Angeles                          |                                                |
| 21:00           | Latapy 26e · Dwarika 36e · Nakhid 52e · Yorke 83e |       | Plata 30e · Ramírez 47e | Spectateurs : 23 621 Arbitrage : Kim Young-Joo | Spectateurs : 23 621 Arbitrage : Kim Young-Joo |

| 17 février 2000 | Mexique  | 1 - 1 | Guatemala   | Coliseum, Los Angeles                           |                                                 |
| 19:00           | Mora 26e |       | Miranda 28e | Spectateurs : 54 246 Arbitrage : Gustavo Mendez | Spectateurs : 54 246 Arbitrage : Gustavo Mendez |

### Groupe D
|   | Équipe       | Pts | J | G | N | P | BP | BC | Diff |
| - | ------------ | --- | - | - | - | - | -- | -- | ---- |
| 1 | Costa Rica   | 2   | 2 | 0 | 2 | 0 | 4  | 4  | 0    |
| 2 | Canada       | 2   | 2 | 0 | 2 | 0 | 2  | 2  | 0    |
| 3 | Corée du Sud | 2   | 2 | 0 | 2 | 0 | 2  | 2  | 0    |

| 13 février | Costa Rica | 2 | 2 | Canada       |
| 15 février | Canada     | 0 | 0 | Corée du Sud |
| 17 février | Costa Rica | 2 | 2 | Corée du Sud |

- Le Canada et la Corée du Sud étant à égalité parfaite sur tous les points du règlement, les deux équipes sont départagées par tirage au sort.

| 13 février 2000 | Costa Rica             | 2 - 2 | Canada                   | Qualcomm Stadium, San Diego                        |                                                    |
| 12:00           | Soto 11e · Wallace 54e |       | Corazzin 19e (pen.), 57e | Spectateurs : 22 131 Arbitrage : Peter Prendergast | Spectateurs : 22 131 Arbitrage : Peter Prendergast |

| 15 février 2000 | Corée du Sud | 0 - 0 | Canada | Qualcomm Stadium, San Diego                 |                                             |
| 19:00           |              |       |        | Spectateurs : 23 621 Arbitrage : Brian Hall | Spectateurs : 23 621 Arbitrage : Brian Hall |

| 17 février 2000 | Corée du Sud                         | 2 - 2 | Costa Rica                 | Coliseum, Los Angeles                             |                                                   |
| 21:00           | Lee Dong-gook 14e · Lee Min-sung 75e |       | Wanchope 66e · Medford 85e | Spectateurs : 54 246 Arbitrage : Argelio Sabillón | Spectateurs : 54 246 Arbitrage : Argelio Sabillón |

## Tableau final
|  | Quarts de finale            | Quarts de finale              |          |      | Demi-finales                | Demi-finales                |  |  | Finale                        | Finale                        |
|  | Quarts de finale            | Quarts de finale              |          |      | Demi-finales                | Demi-finales                |  |  | Finale                        | Finale                        |
|  |                             |                               |          |      |                             |                             |  |  |                               |                               |
|  | 19 février 2000 / Miami     | 19 février 2000 / Miami       |          |      | 23 février 2000 / San Diego | 23 février 2000 / San Diego |  |  | 27 février 2000 / Los Angeles | 27 février 2000 / Los Angeles |
|  | 19 février 2000 / Miami     | 19 février 2000 / Miami       |          |      | 23 février 2000 / San Diego | 23 février 2000 / San Diego |  |  | 27 février 2000 / Los Angeles | 27 février 2000 / Los Angeles |
|  | Colombie                    | 2ap (2)                       |          |      | 23 février 2000 / San Diego | 23 février 2000 / San Diego |  |  | 27 février 2000 / Los Angeles | 27 février 2000 / Los Angeles |
|  | Colombie                    | 2ap (2)                       |          |      | 23 février 2000 / San Diego | 23 février 2000 / San Diego |  |  | 27 février 2000 / Los Angeles | 27 février 2000 / Los Angeles |
|  | États-Unis                  | 2 tab(1)                      |          |      | 23 février 2000 / San Diego | 23 février 2000 / San Diego |  |  | 27 février 2000 / Los Angeles | 27 février 2000 / Los Angeles |
|  | États-Unis                  | 2 tab(1)                      | Colombie | 2    |                             |                             |  |  | 27 février 2000 / Los Angeles | 27 février 2000 / Los Angeles |
|  | 19 février 2000 / Miami     |                               | Colombie | 2    |                             |                             |  |  | 27 février 2000 / Los Angeles | 27 février 2000 / Los Angeles |
|  |                             | Pérou                         | 1        |      |                             |                             |  |  | 27 février 2000 / Los Angeles | 27 février 2000 / Los Angeles |
|  | Pérou                       | Pérou                         | 1        | 5    |                             |                             |  |  | 27 février 2000 / Los Angeles | 27 février 2000 / Los Angeles |
|  | Pérou                       |                               |          | 5    |                             |                             |  |  | 27 février 2000 / Los Angeles | 27 février 2000 / Los Angeles |
|  | Honduras                    | 3                             |          |      |                             |                             |  |  | 27 février 2000 / Los Angeles | 27 février 2000 / Los Angeles |
|  | Honduras                    | 3                             | Colombie | 0    |                             |                             |  |  |                               |                               |
|  | 20 février 2000 / San Diego |                               | Colombie | 0    |                             |                             |  |  |                               |                               |
|  |                             | Canada                        | 2        |      |                             |                             |  |  |                               |                               |
|  | Canada                      | Canada                        | 2        | 2 ap |                             |                             |  |  |                               |                               |
|  | Canada                      | 24 février 2000 / Los Angeles |          | 2 ap |                             |                             |  |  |                               |                               |
|  | Mexique                     | 1                             |          |      |                             |                             |  |  |                               |                               |
|  | Mexique                     | 1                             | Canada   | 1    |                             |                             |  |  |                               |                               |
|  | 20 février 2000 / San Diego |                               | Canada   | 1    |                             |                             |  |  |                               |                               |
|  |                             | Trinité-et-Tobago             | 0        |      |                             |                             |  |  |                               |                               |
|  | Trinité-et-Tobago           | Trinité-et-Tobago             | 0        | 2 ap |                             |                             |  |  |                               |                               |
|  | Trinité-et-Tobago           |                               |          | 2 ap |                             |                             |  |  |                               |                               |
|  | Costa Rica                  | 1                             |          |      |                             |                             |  |  |                               |                               |
|  | Costa Rica                  | 1                             |          |      |                             |                             |  |  |                               |                               |

 = but en or

### Quarts de finale
| 19 février 2000 | Colombie                              | 2 - 2 a. p.       | États-Unis                              | Orange Bowl, Miami                             |                                                |
| 15:00           | Asprilla 24e · Bedoya 81e             | (1 - 1, 2 - 2)    | McBride 20e · Armas 51e                 | Spectateurs : 32 972 Arbitrage : Carlos Batres | Spectateurs : 32 972 Arbitrage : Carlos Batres |
| 15:00           | Pérez · Martínez · Candelo · Mosquera | Tirs au but 2 - 1 | Wynalda · Reyna · Lewis · Armas · Olsen | Spectateurs : 32 972 Arbitrage : Carlos Batres | Spectateurs : 32 972 Arbitrage : Carlos Batres |

| 19 février 2000 | Pérou                                                                  | 5 - 3   | Honduras                                        | Orange Bowl, Miami                                    |                                                       |
| 17:30           | Holsen 7e · Soto 14e (pen.) · del Solar 50e · Palacios 52e · Sáenz 87e | (2 - 1) | Clasvasquín 32e · Pavón 67e (pen.) · Pineda 69e | Spectateurs : 32 972 Arbitrage : Mario Sánchez Yantén | Spectateurs : 32 972 Arbitrage : Mario Sánchez Yantén |

| 20 février 2000 | Trinité-et-Tobago          | 2 - 1 a. p. ·  | Costa Rica   | Qualcomm Stadium, San Diego                    |                                                |
| 12:00           | Dwarika 26e · Trotman 101e | (1 - 0, 1 - 1) | Wanchope 89e | Spectateurs : 18 062 Arbitrage : Kim Young-Joo | Spectateurs : 18 062 Arbitrage : Kim Young-Joo |

| 20 février 2000 | Canada                      | 2 - 1 a. p. ·  | Mexique     | Qualcomm Stadium, San Diego                        |                                                    |
| 14:30           | Corazzin 83e · Hastings 92e | (0 - 1, 1 - 1) | Ramírez 35e | Spectateurs : 18 062 Arbitrage : Peter Prendergast | Spectateurs : 18 062 Arbitrage : Peter Prendergast |

1. ↑  Le match est arrêté à la 89e minute à la suite de l'envahissement du terrain. Le résultat est entériné et le Pérou est qualifié pour les demi-finales.

### Demi-finales
| 23 février 2000 | Colombie                        | 2 - 1   | Pérou        | Qualcomm Stadium, San Diego                             |                                                         |
| 20:00           | Salazar 39e (csc) · Bonilla 53e | (1 - 0) | Palacios 75e | Spectateurs : 3 402 Arbitrage : Rafael Rodriguez Medina | Spectateurs : 3 402 Arbitrage : Rafael Rodriguez Medina |

| 24 février 2000 | Canada     | 1 - 0   | Trinité-et-Tobago | Coliseum, Los Angeles                          |                                                |
| 20:00           | Watson 68e | (0 - 0) |                   | Spectateurs : 2 841 Arbitrage : Gustavo Mendez | Spectateurs : 2 841 Arbitrage : Gustavo Mendez |

### Finale
| Entraîneur :  |
| Holger Osieck |

| Entraîneur :        |
| Luis Augusto García |

| Entraîneur :  |
| Holger Osieck |

| Entraîneur :        |
| Luis Augusto García |

## Récompenses

### Meilleurs buteurs
4 buts :
- Carlo Corazzin

3 buts :
- Carlos Pavón

2 buts :
- Francisco Palencia
- Roberto Palacios
- Arnold Dwarika
- Cobi Jones

### Meilleur joueur
Craig Forrest

### Meilleur espoir
Richard Hastings

### Prix du fair-play
Canada

### Équipe-type du tournoi
Gardien : Forrest 

Défenseurs : Márquez  • deVos  • Ramirez  • Jones 

Milieux : Dwarika  • Palacios  • Latapy 

Attaquants : Corazzin  • Pavon  • Asprilla